# Y: The Last Man (seriál)
Y: The Last Man je americký dramatický televizní seriál, natáčený na náměty komiksu Y: Poslední z mužů vydavatelství Vertigo, součásti DC Comics. Jeho autorkou je Eliza Clark. Uváděn byl roku 2021 na platformě FX on Hulu.

## Příběh
Zemi zasáhla celoplanetární kataklyzmatická událost, která zahubila veškeré samce všech savců, kromě jediného muže. Nastal tak nový světový řád ovládaný ženami.

## Obsazení
- Ben Schnetzer jako Yorick Brown
- Diane Lane jako senátorka Jennifer Brown
- Olivia Thirlby jako Hero Brown
- Ashley Romans jako Agent 355
- Juliana Canfield jako Beth
- Marin Ireland jako Nora
- Amber Tamblyn jako Mariette Callows
- Paul Gross jako prezident USA
- Elliot Fletcher jako Sam Jordan